# Rhodostrophia olivopallens
Rhodostrophia olivopallens är en fjärilsart som beskrevs av Edward P. Wiltshire 1966. Rhodostrophia olivopallens ingår i släktet Rhodostrophia och familjen mätare. Inga underarter finns listade.